# Elaphoglossum reptans
Elaphoglossum reptans är en träjonväxtart som beskrevs av A. Rojas. Elaphoglossum reptans ingår i släktet Elaphoglossum och familjen Dryopteridaceae. Inga underarter finns listade.